# Ronde van Slowakije
De Ronde van Slowakije (Slowaaks: Okolo Slovenska) is een meerdaagse wielerwedstrijd in Slowakije. De ronde werd voor het eerst georganiseerd in 1954. Sinds 2005 maakt de Ronde deel uit van de UCI Europe Tour, aanvankelijk met een classificatie van 2.2, sinds 2017 in de categorie 2.1.

## Lijst van winnaars

### Meervoudige winnaars
| Overwinningen | Renner          | Land              | Jaren            |
| ------------- | --------------- | ----------------- | ---------------- |
| 3             | Miloš Hrazdíra  | Tsjecho-Slowakije | 1967, 1968, 1973 |
| 3             | Jirí Škoda      | Tsjecho-Slowakije | 1976, 1980, 1985 |
| 2             | Jirí Háva       | Tsjecho-Slowakije | 1965, 1971       |
| 2             | Miroslav Sýkora | Tsjecho-Slowakije | 1977, 1984       |
| 2             | František Trkal | Tsjechië          | 1995, 2001       |
| 2             | Ondřej Sosenka  | Tsjechië          | 1999, 2003       |

### Overwinningen per land
| Overwinningen | Land                                                                   |
| ------------- | ---------------------------------------------------------------------- |
| 25            | Tsjecho-Slowakije                                                      |
| 9             | Tsjechië                                                               |
| 4             | Sovjet-Unie, Italië                                                    |
| 3             | Frankrijk, Slowakije, Slovenië                                         |
| 2             | Duitse Democratische Republiek, Duitsland, Nederland, Oekraïne, Polen  |
| 1             | Australië, België, Denemarken, Hongarije, Rusland, Zweden, Zwitserland |

1954 · 1955 · 1956 · 1957 · 1958 · 1959 · 1960 · 1961 · 1962 · 1963 · 1964 · 1965 · 1966 · 1967 · 1968 · 1969 · 1970 · 1971 · 1972 · 1973 · 1974 · 1975 · 1976 · 1977 · 1978 · 1979 · 1980 · 1981 · 1982 · 1983 · 1984 · 1985 · 1986 · 1987 · 1988 · 1989 · 1990 · 1991 · 1992 · 1993 · 1994 · 1995 · 1996 · 1997 · 1998 · 1999 · 2000 · 2001 · 2002 · 2003 · 2004 · 2005 · 2006 · 2007 · 2008 · 2009 · 2010 · 2011 · 2012 · 2013 · 2014 · 2015 · 2016 · 2017 · 2018 · 2019 · 2020 · 2021 · 2022 · 2023 · 2024